# Чёрный 47-й
«Чёрный 47-й» (англ. Black '47) — ирландская историческая драма 2018 года режиссёра Лэнса Дейли. В фильме снимались Хьюго Уивинг, Джеймс Фрешвилл, Джим Бродбент, Стивен Ри и Фредди Фокс.
Мировая премьера фильма состоялась 16 февраля 2018 года на 68-м Берлинском кинофестивале, а 7 сентября 2018 года он вышел в кинопрокат в Ирландии. Картина получила в целом положительные отзывы ряда критиков и собрала неплохую кассу в Ирландии.

## Сюжет
Действие фильма происходит в Ирландии во время Великого голода. Фильм рассказывает об ирландском рейнджере, который воевал на стороне британской армии за границей: он дезертирует, чтобы воссоединиться со своей семьей и вывезти её в Новую Англию. Вернувшись в Ирландию, он видит повсеместный голод и узнает о казни брата и смерти матери.
Название взято из самого разрушительного года голода, 1847 года, который называют «Чёрным 47-м годом».

## В ролях
- Хьюго Уивинг — Ханна
- Джеймс Фрешвилл[англ.] — Фини
- Джим Бродбент — лорд Килмайкл
- Стивен Ри — Коннели
- Фредди Фокс — Поуп
- Мо Данфорд — Фитцгиббон
- Барри Кеоган — Хобсон
- Сара Грин — Элли
- Дермот Кроули — судья Болтон
- Эйдан Макардл — Кронин

## Производство
29 ноября 2016 года был объявлен актёрский состав, в том числе Хьюго Уивинг, Джим Бродбент и Джеймс Фрешвилл.
Прослушивания для статистов прошли 23 ноября 2016 года в Тэмпл-Бар, в Дублине. Однако 11 января 2017 года возобновился кастинг на новых статистов.
Съёмки проходили с 28 ноября по 22 декабря 2016 года и с 6 по 28 января 2017 года в Уиклоу, Килдэре и Коннемаре.

## Релиз
Мировая премьера фильма состоялась на 68-м Берлинском кинофестивале 16 февраля 2018 года. 9 мая 2018 года фильм был представлен на Каннском кинофестивале. 21 февраля 2018 года фильм был показан на Международном кинофестивале в Дублине. Он также был показан на нескольких фестивалях по всей Ирландии, в том числе на Международном кинофестивале в Дингле 24 марта 2018 года, на Белфастском кинофестивале 12 апреля 2018 года и на Galway Film Fleadh 15 июля 2018 года Премьера фильма состоялась в Северной Америке на Международном кинофестивале в Торонто 6 сентября 2018 года. Фильм также был показан на специальном мероприятии в Ирландском институте кино в рамках художественной и кино-выставки о голоде в Ирландии.
Первый трейлер фильма был выпущен 27 июля 2018 года.
Фильм был выпущен в Ирландии 7 сентября 2018 года компанией Wildcard Distribution и 28 сентября 2018 года в Великобритании компаниями Altitude Film Distribution и StudioCanal, а в США — компанией IFC Films.

## Прием критиков
На сайте-агргаторе обзоров Rotten Tomatoes фильм имеет рейтинг одобрения 78 % на основе 54 обзоров и средний рейтинг 6,75 / 10. Другой сайт агрегации, Metacritic, сообщил о 65 баллах, что означает «в целом положительные отзывы».

## Исторические неточности
Хотя «Чёрный 47-й» это вымышленный фильм, действие которого происходит во время исторических событий, в фильме есть некоторые неточности. К ним относятся:
- Фини возвращается в Ирландию в 1847 году, дезертировав из своего полка в Калькутте. Однако в 1847 году рейнджеры Коннахта дислоцировались в Британской Вест-Индии, где они оставались до 1850 года, когда их перевели в Новую Шотландию[22][23]. Они были отправлены в Индию в 1857 году и участвовали в восстании сипаев 1857 года.
- Ханна и Фини не могли встретиться в Афганистане во время Первой англо-афганской войны (1839—1842), поскольку рейнджеры Коннахта не принимали участия в этой войне[24][25] и в это время дислоцировались в Коронной колонии Мальты (1840—1847).
- Мотивы, по которым Ханна убил пленного из «Молодой Ирландии» во время допроса, сомнительны, учитывая, что насилие со стороны этой организации началось только через год, в 1848-м, в отличие от того, что показано в фильме.
- В сцене с участием Ханны и Поупа видно, как они едут на поезде в Голуэй, однако первый поезд до Голуэя был запущен только в 1851 году, когда Midland Great Western Railway[англ.] завершила линию из Дублина в Голуэй и впоследствии построила первую железнодорожную станцию Голуэй[26]. Колея была одинарной, в отличие от двойной, показанной в фильме.